# Olaf Kraemer
Olaf Kraemer (* 1959 in Cuxhaven) ist ein deutscher Buch- und Filmautor. Heute lebt er in München.

## Leben
Kraemer lebte von 1987 bis 1998 in den Vereinigten Staaten, wo er unter anderem ein Sachbuch über Halluzinogene verfasste und von 1994 bis 1996 kalifornischer Mitarbeiter des Trendbüros von Matthias Horx und Peter Wippermann war.  Bis zu seiner Zeit in Los Angeles lebte Kraemer in Göttingen und Berlin und studierte Ethnologie und Publizistik an der FU Berlin.
1972 war er Mitbegründer der Göttinger Arbeitsgemeinschaft Jugendbuch sowie Mitbegründer und Sänger der Bands Die Goldenen Vampire und Thorax Wach. Von 1984 bis 1996 arbeitete er als Übersetzer unter anderem von Jim Thompson, Larry McMurtry und James Redfield, Autor und Kulturjournalist unter anderem für den Berliner Tip und den Berliner Tagesspiegel. Nach einem Konzert mit der amerikanischen Punk-Rock-Band Ramones im Jahre 1986 verließ Kraemer die Goldenen Vampire und blieb in Los Angeles, wo er unter anderem Uschi Obermaier, Timothy Leary und Kinky Friedman kennenlernte.
Kraemers Uschi-Obermaier-Biografie High Times (2007) hielt sich 27 Wochen auf der Spiegel-Bestsellerliste. Sein erster Roman Ende einer Nacht (2008) ist wegen einer einstweiligen Verfügung nur zensiert erhältlich. Dargestellt wird an den indizierten Stellen das Verhältnis der Schauspielerin Magda Schneider zu Adolf Hitler aus der Sicht ihrer Tochter Romy Schneider, deren letzte Lebensstunden das Buch fiktionalisiert. Nach einer Verhandlung vor dem Oberlandesgericht Frankfurt gegen die zugrunde liegende einstweilige Verfügung kam das Gericht im Oktober 2009 zu dem Urteil, dass bis auf eine einzige Passage der künstlerischen Freiheit des Autors der Vorzug vor dem postmortalen Persönlichkeitsrecht einzuräumen sei.
2011 begann er zusammen mit Christian Jeltsch, die Jugend-Science-Fiction-Trilogie Abaton zu veröffentlichen.
Kraemer hat einen Sohn mit der amerikanischen Fotografin Hadley Hudson.

## Filmografie
- 1993: I’ll Never Get Out of This World Alive
- 2002: Drei Frauen, ein Plan und die ganz große Kohle
- 2002: Zu nah am Feuer
- 2007: Das wilde Leben
- 2010: Ken Folletts Eisfieber
- 2012: Lena Fauch und die Tochter des Amokläufers
- 2016: Fünf Frauen (Regie, Drehbuch)
- 2017: Tatort: Zurück ins Licht
- 2019: Stralsund: Schattenlinien
- 2020: Stralsund: Blutlinien

## Bibliografie
- 1990: Die Goldgräber von '90. Die Kunst des wahren besseren Lebens (mit E-Moll Jones), Ullstein Verlag, Frankfurt/Main und Berlin. ISBN 3-548-22275-7
- 1997: Luzifers Lichtgarten. Expeditionen ins Reich der Halluzinogene, Hugendubel, München (mit CD). ISBN 3-89631-179-4
- 2007: High Times. Mein wildes Leben (mit Uschi Obermaier), Heyne Verlag, München. ISBN 978-3-453-13010-4
- 2008: Ende einer Nacht. Die letzten Stunden von Romy Schneider, Roman, Blumenbar, München. ISBN 978-3-936738-50-6 (geschwärzte Version), ISBN 978-3-936738-42-1 (vollständige Version), ISBN 978-3-936738-71-1 (Version mit einer Schwärzung)
- 2011: ABATON. Vom Ende der Angst (mit Christian Jeltsch), Mixtvision Verlag, München. ISBN 978-3-939435-38-9
- 2012: ABATON. Die Verlockung des Bösen (mit Christian Jeltsch), Mixtvision Verlag, München. ISBN 978-3-939435-52-5
- 2013: ABATON. Im Bann der Freiheit (mit Olaf Kraemer), Mixtvision Verlag, München. ISBN 978-3-939435-68-6

| Personendaten    | Personendaten                 |
| ---------------- | ----------------------------- |
| NAME             | Kraemer, Olaf                 |
| ALTERNATIVNAMEN  | Krämer, Olaf                  |
| KURZBESCHREIBUNG | deutscher Buch- und Filmautor |
| GEBURTSDATUM     | 1959                          |
| GEBURTSORT       | Cuxhaven                      |